# Tephrocactus
Genre
Tephrocactus est un genre de la famille des cactus composé de 35 espèces. Il était autrefois inclus dans le genre Opuntia.
Le nom vient du grec tephra (="cendres") en raison de la couleur de certaines plantes ou de leurs appendices.
Ils sont originaires des régions d'altitude andines du Pérou au sud de l'Argentine, souvent jusqu'à 4,500 m.
Les plantes sont basses dépassant rarement 10 cm de haut se ramifiant peu. Les articles sont longs de 3 cm environ, ovoïdes ou sphériques.
Elles portent des soies de couleur grise ou marron parfois semblables à du papier.
Elles sont de croissance lente et nécessitent un sol un peu plus humifère que les Opuntias.

## Liste d'espèces
35 espèces :
- Tephrocactus alexanderi
- Tephrocactus aoracanthus
- Tephrocactus articulatus
- Tephrocactus atroviridis
- Tephrocactus blancii
- Tephrocactus dimorphus
- Tephrocactus floccosus
- Tephrocactus geometricus
- Tephrocactus glomeratus
- Tephrocactus lagopus
- Tephrocactus molinensis
- Tephrocactus ovatus
- Tephrocactus pentlandii
- Tephrocactus rauhii
- Tephrocactus strobiliformis
- Tephrocactus weberi
- etc.

## Images

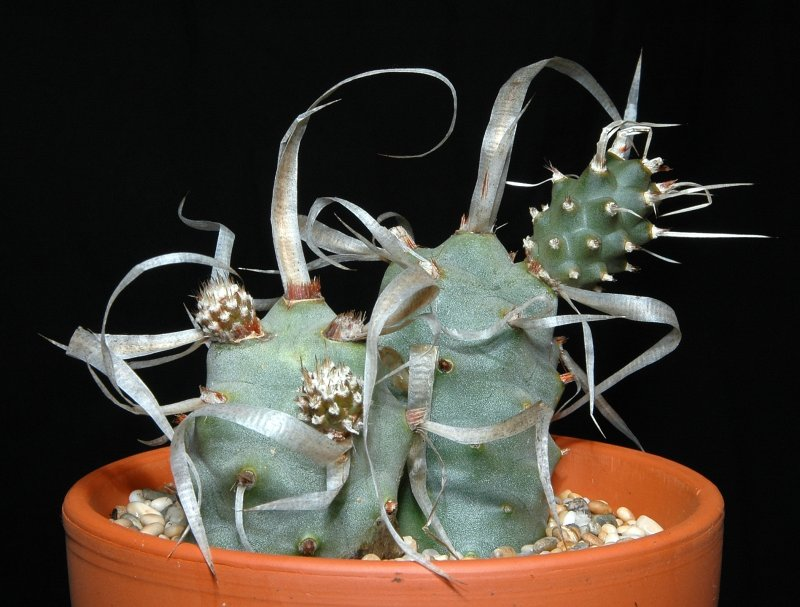
Tephrocactus articulatus
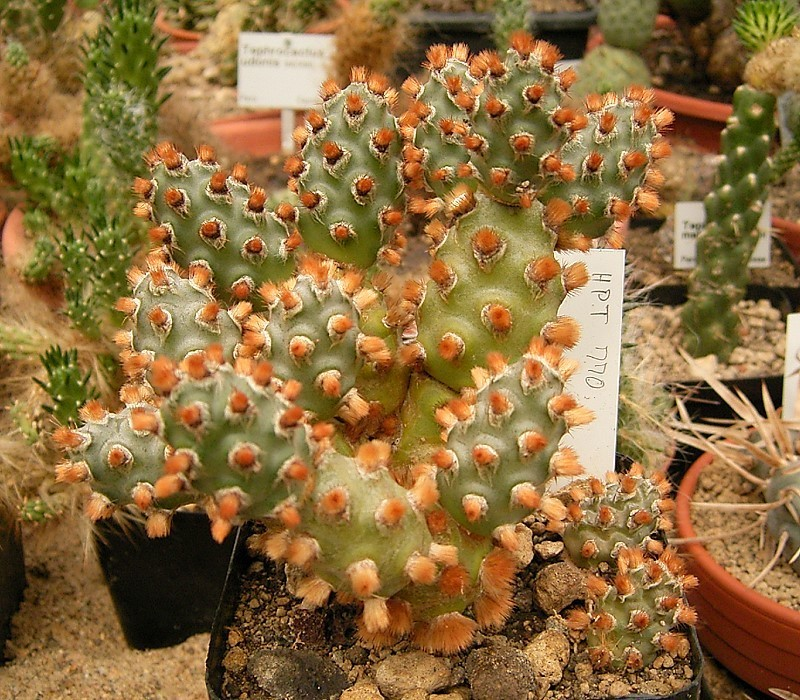
Tephrocactus molinensis
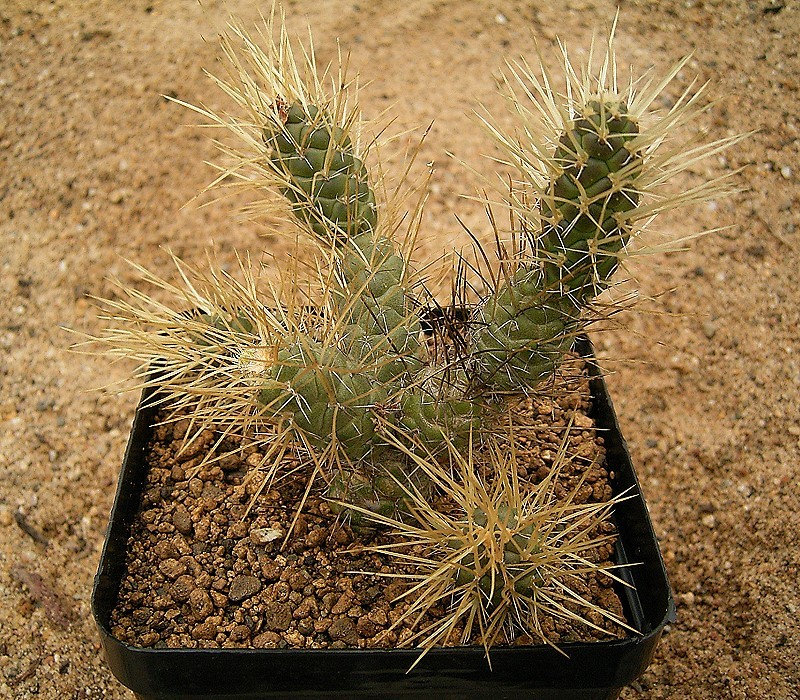
Tephrocactus weberi